# Harry Thell
Harry Sigurd Thell, född 16 april 1909 i Mölltorp, Skaraborgs län, död 29 augusti 1987 i Halmstad, var en svensk reklamtecknare, målare, grafiker och tecknare.
Han var son till järnvägstjänstemannen Anton Emil Thell och Ellen Margareta Gustafsson och från 1939 gift med Judith Jenny Linnéa Persson. Thell var huvudsakligen autodidakt som konstnär med undantag av några korrespondens och kvällskurser för olika studieförbund. Han medverkade i några av Göteborgs konstförenings Decemberutställningar på Göteborgs konsthall samt utställningarna Göteborgskonst åt folket i Göteborg, Skaraborgskonstnärer i Falköping samt Helsingborgs konstförenings vårutställning. Bland hans offentliga arbeten märks en väggdekoration i Lilla Edets Folkets hus. Hans konst består till stor del av  landskapsbilder från Halland, Västergötland och Jylland utförda i olja, vaxkrita, tusch eller som linoleumsnitt. Thell är representerad vid Helsingborgs museum.  